# Mount Aspiring
Mount Aspiring (ang. Mount Aspiring/Tititea, maori Tititea) – szesnasty pod względem wysokości szczyt Nowej Zelandii, położony w Alpach Południowych. Jest również najwyższym nowozelandzkim szczytem położonym poza bezpośrednim otoczeniem Góry Cooka. Wznosi się na terenie parku narodowego Mount Aspiring.